# باول إيسلاس
باول إيسلاس (بالإنجليزية: Paul Islas)‏ هو لاعب كرة قدم أمريكي في مركز الهجوم، ولد في 14 سبتمبر 1991 في فريسنو في الولايات المتحدة. شارك مع منتخب الولايات المتحدة تحت 18 سنة لكرة القدم. أما مع النوادي، فقد لعب مع Charlotte Eagles ‏.